# Charles Shaw
Charles Shaw (Houston, 4 de julho de 1960) é um rapper e cantor dos Estados Unidos que, em 1988, participou de gravações creditadas ao Milli Vanilli.
Foi noticiado que Shaw, um veterano do Exército dos Estados Unidos, havia recebido 6 mil dólares para realizar o rap no hit Girl You Know It's True, do Milli Vanilli. Em dezembro de 1989, Shaw revelou a John Leland, do New York Newsday que ele era um dos três cantores no primeiro álbum (também intitulado Girl You Know It's True), e que os dois destaques da dupla, Rob Pilatus e Fab Morvan, eram impostores. O produtor  Frank Farian teria pago a Shaw, segundo notícias, 150 mil dólares, para que este retirasse suas declarações. Shaw acabou sendo demitido devido a tais alegações e foi substituído em estúdio pelo cantor John Davis, que se encarregou de fazer os raps nas seguintes músicas do Milli Vanilli.
Morvan e Pilatus acabaram por vencer o Grammy Award em 1990 como Melhor Artista Revelação, mas os rumores sobre o envolvimento de Shaw persistiram. Finalmente, a verdadeira história da banda foi exposta em novembro de 1990, quando o próprio Farian revelou o caso.
Farian relançou o grupo em 1991 como "The Real Milli Vanilli", tendo como participantes Brad Howell e John Davis, os cantores originais das sessões de estúdio, mais os novos integrantes Gina Mohammed e Ray Horton. Nessa época Shaw já não estava mais envolvido com o projeto então não formou parte da nova remodelação do grupo. Apenas tiveram um único álbum lançado, The Moment of Truth, que supostamente seria o segundo álbum de Milli Vanilli antes do escândalo emergir.

## Novas gravações
Em 2000, Shaw lançou uma versão atualizada da canção "Girl You Know It's True".
Em 2006, gravou um álbum intitulado Charles Shaw's Iris. O disco contém a canção "Does Your Mother Know", que inclui a famosa batida de "Girl You Know It's True", além de outras referências ao Milli Vanilli.